# ده دوشاب
ده دوشاب، روستایی از توابع بخش رودبار شهرستان شهرستان قزوین در استان قزوین ایران است.

## جمعیت
این روستا در دهستان رودبار شهرستان قرار دارد و براساس سرشماری مرکز آمار ایران در سال ۱۳۸۵، جمعیت آن ۱۴۶ نفر (۴۱خانوار) بوده‌است.

## مردم
مردم ده دوشاب مانند دیگر الموتی‌ها تات‌ هستند و زبان‌شان تاتی است.